# Xian de Baihe
Le xian de Baihe (白河县 ; pinyin : Báihé Xiàn) est un district administratif de la province du Shaanxi en Chine. Il est placé sous la juridiction de la ville-préfecture d'Ankang.

## Démographie
La population du district était de 205 932 habitants en 1999.